# Мадера Олексій Олександрович
Олексій Олександрович Мадера (30 серпня 1989) — український хокеїст, нападник. Виступає за «Дженералз» (Київ) у Професіональній хокейній лізі.
Виступав за «Локомотив-2» (Ярославль), ХК «Гомель», «Сокіл-2» (Київ), «Сокіл» (Київ), «Гайдамаки» (Вінниця), «Леви» Львів, «Дженералз» (Київ). 
У складі юніорської збірної України учасник чемпіонатів світу 2006 (дивізіон I) і 2007 (дивізіон I).
Досягнення
- Чемпіон України (2009, 2010).